# Bảo hiểm y tế
Bảo hiểm y tế (của nhà nước) hay bảo hiểm sức khỏe (của khối tư nhân) là loại hình bảo hiểm toàn bộ hoặc một phần rủi ro mà một người phải chịu chi phí y tế. Cũng như các loại hình bảo hiểm khác, rủi ro này được nhiều cá nhân cùng chia sẻ với nhau. Bằng cách ước tính rủi ro tổng thể của rủi ro sức khỏe và chi phí hệ thống y tế trong nhóm rủi ro, công ty bảo hiểm có thể phát triển một cấu trúc tài chính thông thường, chẳng hạn như phí bảo hiểm hàng tháng hoặc thuế trả lương, để cung cấp tiền để chi trả cho các quyền lợi chăm sóc sức khỏe được quy định trong hợp đồng bảo hiểm. Lợi ích này được quản lý bởi một tổ chức trung ương, chẳng hạn như cơ quan chính phủ, doanh nghiệp tư nhân hoặc tổ chức phi lợi nhuận.
Theo Hiệp hội Bảo hiểm Y tế Hoa Kỳ, bảo hiểm sức khỏe được định nghĩa là "bảo hiểm cung cấp việc chi trả các quyền lợi do ốm đau hoặc thương tật. Nó bao gồm bảo hiểm cho những tổn thất do tai nạn, chi phí y tế, tàn tật hoặc tử vong do tai nạn". :225

## Bối cảnh
Một chính sách bảo hiểm y tế là: Hợp đồng giữa nhà cung cấp bảo hiểm (ví dụ: công ty bảo hiểm hoặc chính phủ) và một cá nhân hoặc nhà tài trợ của họ (đó là người sử dụng lao động hoặc tổ chức cộng đồng). Hợp đồng có thể được gia hạn (hàng năm, hàng tháng) hoặc trọn đời trong trường hợp bảo hiểm tư nhân. Nó cũng có thể là bắt buộc đối với mọi công dân trong trường hợp quốc gia có kế hoạch bảo hiểm này. Loại và số tiền chi phí chăm sóc sức khỏe sẽ được nhà cung cấp bảo hiểm y tế chi trả được quy định bằng văn bản, trong hợp đồng thành viên hoặc tập tài liệu "Bằng chứng bảo hiểm" đối với bảo hiểm tư nhân, hoặc trong [chính sách y tế] quốc gia đối với bảo hiểm công cộng.
Nghĩa vụ cá nhân người được bảo hiểm có thể có một số hình thức như sau:
- Phí bảo hiểm: Số tiền mà chủ hợp đồng hoặc nhà tài trợ của họ (ví dụ: chủ nhân) trả cho chương trình sức khỏe để mua bảo hiểm sức khỏe. (Cụ thể ở Hoa Kỳ) Theo luật chăm sóc sức khỏe, phí bảo hiểm được tính bằng cách sử dụng 5 yếu tố cụ thể liên quan đến người được bảo hiểm. Các yếu tố này là tuổi tác, vị trí, việc sử dụng thuốc lá, đăng ký tham gia cá nhân so với gia đình và loại chương trình mà người được bảo hiểm lựa chọn.[3] Theo Đạo luật Chăm sóc Giá cả phải chăng, chính phủ trả một khoản tín dụng thuế để trang trải một phần phí bảo hiểm cho những người mua bảo hiểm tư nhân thông qua Thị trường Bảo hiểm.[4] (TS 4:03)
- Được khấu trừ: Số tiền mà người được bảo hiểm phải trả dùng tiền bản thân trước khi tổ chức bảo hiểm y tế trả phần của mình. Ví dụ: những người có hợp đồng bảo hiểm có thể phải trả khoản khấu trừ $ 7500 mỗi năm, trước khi bất kỳ dịch vụ chăm sóc sức khỏe nào của họ được công ty bảo hiểm y tế chi trả. Có thể mất vài lần khám bác sĩ hoặc mua thuốc theo đơn trước khi người được bảo hiểm đạt đến khoản khấu trừ và công ty bảo hiểm bắt đầu chi trả cho việc chăm sóc. Hơn nữa, hầu hết các chính sách không áp dụng đồng thanh toán cho các lần khám bệnh hoặc kê đơn của bác sĩ đối với khoản khấu trừ của bạn.
- Đồng thanh toán: Số tiền mà người được bảo hiểm phải tự bỏ ra trước khi công ty bảo hiểm sức khỏe thanh toán cho một lần khám hoặc dịch vụ cụ thể. Ví dụ, một người được bảo hiểm có thể trả $ 45 đồng thanh toán cho một lần khám bác sĩ, hoặc để mua thuốc theo toa. Một khoản đồng thanh toán phải được thanh toán mỗi khi có được một dịch vụ cụ thể.
- Đồng bảo hiểm: Thay vì hoặc ngoài việc trả trước một số tiền cố định (đồng thanh toán), đồng bảo hiểm là tỷ lệ phần trăm của tổng chi phí mà người được bảo hiểm cũng có thể phải trả. Ví dụ, thành viên có thể phải trả 20% chi phí phẫu thuật trên một khoản đồng thanh toán, trong khi công ty bảo hiểm trả 80% còn lại. Nếu có giới hạn trên đối với đồng bảo hiểm, người nắm giữ hợp đồng có thể nợ rất ít hoặc rất nhiều, tùy thuộc vào chi phí thực tế của các dịch vụ mà họ nhận được.
- Loại trừ: Không phải tất cả các dịch vụ đều được bảo hiểm. Các mặt hàng đã lập hóa đơn như sử dụng và ném lại, thuế, v.v. được loại trừ khỏi yêu cầu có thể chấp nhận. Người được bảo hiểm thường phải tự trả toàn bộ chi phí của các dịch vụ không được bảo hiểm từ túi tiền của mình.
- Giới hạn bảo hiểm: Một số chính sách bảo hiểm y tế chỉ thanh toán cho việc chăm sóc sức khỏe lên đến một số tiền nhất định. Người được bảo hiểm có thể phải trả bất kỳ khoản phí nào vượt quá mức thanh toán tối đa của chương trình sức khỏe cho một dịch vụ cụ thể. Ngoài ra, một số chương trình của công ty bảo hiểm có mức bảo hiểm tối đa hàng năm hoặc trọn đời. Trong những trường hợp này, chương trình sức khỏe sẽ ngừng thanh toán khi họ đạt đến mức tối đa quyền lợi, và chủ hợp đồng phải thanh toán tất cả các chi phí còn lại.
- Tiền túi tối đa: Tương tự như giới hạn bảo hiểm, ngoại trừ trong trường hợp này, nghĩa vụ thanh toán của người được bảo hiểm kết thúc khi họ đạt mức tiền túi tối đa và bảo hiểm sức khỏe thanh toán tất cả các chi phí được bảo hiểm thêm. Số tiền tự trả tối đa có thể được giới hạn trong một danh mục quyền lợi cụ thể (chẳng hạn như thuốc theo toa) hoặc có thể áp dụng cho tất cả bảo hiểm được cung cấp trong một năm phúc lợi cụ thể.
- Định suất: Một khoản tiền mà công ty bảo hiểm trả cho một nhà cung cấp dịch vụ chăm sóc sức khỏe, mà nhà cung cấp đó đồng ý điều trị cho tất cả các thành viên của công ty bảo hiểm.
- Nhà cung cấp trong Mạng lưới: (Thuật ngữ Hoa Kỳ) Một nhà cung cấp dịch vụ chăm sóc sức khỏe trong danh sách các nhà cung cấp do công ty bảo hiểm chọn trước. Công ty bảo hiểm sẽ cung cấp chiết khấu đồng bảo hiểm hoặc đồng thanh toán, hoặc các lợi ích bổ sung, cho thành viên của chương trình để gặp nhà cung cấp trong mạng lưới. Nói chung, các nhà cung cấp trong mạng lưới là các nhà cung cấp có hợp đồng với công ty bảo hiểm để chấp nhận mức chiết khấu thêm từ các khoản phí "thông thường và thông lệ" mà công ty bảo hiểm trả cho các nhà cung cấp ngoài mạng lưới.
- Nhà cung cấp Ngoài Mạng lưới: Nhà cung cấp dịch vụ chăm sóc sức khỏe không ký hợp đồng với chương trình. Nếu sử dụng một nhà cung cấp ngoài mạng lưới, bệnh nhân có thể phải trả toàn bộ chi phí cho các quyền lợi và dịch vụ nhận được từ nhà cung cấp đó. Ngay cả đối với các dịch vụ khẩn cấp, các nhà cung cấp ngoài mạng lưới có thể lập hóa đơn cho bệnh nhân đối với một số chi phí bổ sung liên quan.
- Ủy quyền trước: Chứng nhận hoặc ủy quyền mà công ty bảo hiểm cung cấp trước khi dịch vụ y tế xảy ra. Nhận được ủy quyền có nghĩa là công ty bảo hiểm có nghĩa vụ thanh toán cho dịch vụ, giả sử nó phù hợp với những gì đã được ủy quyền.  Nhiều dịch vụ nhỏ hơn, thông thường không yêu cầu ủy quyền.[5]
- Danh mục thuốc: danh sách các loại thuốc mà chương trình bảo hiểm đồng ý chi trả.[6]
- Giải thích về quyền lợi: Một tài liệu có thể được công ty bảo hiểm gửi cho bệnh nhân giải thích những gì được bảo hiểm cho một dịch vụ y tế và cách xác định số tiền thanh toán và số tiền trách nhiệm của bệnh nhân.[5] Trong trường hợp thanh toán phòng cấp cứu, bệnh nhân sẽ được thông báo trong vòng 30 ngày sau khi nhận dịch vụ. Bệnh nhân hiếm khi được thông báo trực tiếp về chi phí của các dịch vụ phòng cấp cứu do tình trạng của bệnh nhân và các dịch vụ hậu cần khác cho đến khi nhận được thư này.[7]

Các chương trình thuốc theo đơn/toa là một hình thức bảo hiểm được cung cấp thông qua một số chương trình bảo hiểm y tế. Tại Hoa Kỳ, bệnh nhân thường thanh toán một khoản đồng thanh toán và bảo hiểm thuốc theo toa một phần hoặc toàn bộ số dư cho các loại thuốc được bao trả trong danh mục của loại bảo hiểm. : Các kế hoạch này thường là một phần của các chương trình bảo hiểm y tế quốc gia. Ví dụ, ở tỉnh Quebec, Canada, bảo hiểm thuốc theo toa được yêu cầu phổ biến như một phần của chương trình bảo hiểm y tế công, nhưng có thể được mua và quản lý thông qua các gói tư nhân hoặc nhóm hoặc thông qua gói công cộng.
Một số (gần như hầu hết) các nhà cung cấp dịch vụ chăm sóc sức khỏe ở Hoa Kỳ sẽ đồng ý lập hóa đơn cho công ty bảo hiểm nếu bệnh nhân sẵn sàng ký một thỏa thuận rằng họ sẽ chịu trách nhiệm về số tiền mà công ty bảo hiểm không thanh toán. Công ty bảo hiểm thanh toán cho các nhà cung cấp ngoài mạng lưới theo mức phí "hợp lý và theo thông lệ", có thể ít hơn mức phí thông thường của nhà cung cấp. Nhà cung cấp cũng có thể có một hợp đồng riêng với công ty bảo hiểm để chấp nhận mức chiết khấu hoặc giới hạn mức phí tiêu chuẩn của nhà cung cấp. Bệnh nhân thường tốn ít chi phí hơn khi sử dụng một nhà cung cấp trong mạng lưới nội bộ.